# Demonte
Demonte es una localidad y comune italiana de la provincia de Cuneo, región de Piamonte, con 2.042 habitantes.

## Historia
Villa perteneciente al Condado de Provenza, fue unida a Francia en 1481 por Luis XI, ocupada por el Ducado de Saboya, que apoyaba a la Liga Católica en 1588, su anexión fue legalizada en 1601 mediante el Tratado de Lyon (1601).

## Evolución demográfica
| Gráfica de evolución demográfica de Demonte entre 1861 y 2001 |
|                                                               |
| Fuente ISTAT - elaboración gráfica de Wikipedia               |